# Ryugyonghotel
Het Ryugyonghotel (Koreaans: 류경호텔, Ryugyŏng Hot’el) is een enorm onvoltooid gebouw in het district Potong-gang van Pyongyang in Noord-Korea. De naam van het hotel komt van een oude benaming van de stad Pyongyang: Ryugyong, of "hoofdstad van de wilgen". Het gebouw heeft een hoogte van 330 meter met 105 verdiepingen, met een vloeroppervlakte van 360.000 m². Het is het grootste gebouw van Noord-Korea en een opvallende verschijning in Pyongyangs skyline. Lange tijd had het de potentie om ooit het hoogste hotel ter wereld te zijn, maar in 2009 werd de nog hogere Rose Tower in Dubai voltooid.
De bouw van het hotel begon in 1987. De constructie uit gewapend beton bestaat uit drie vleugels die samenkomen in een gemeenschappelijke punt. Op de top is er een 40 meter brede cirkelvormige constructie bestaande uit acht roterende verdiepingen, met daarboven nog eens zes vaste verdiepingen. Rondom het hotel zijn er verschillende paviljoenen, tuinen en terrassen. De werkzaamheden werden in 1992 gestaakt.
De bouwplannen voor een 105 verdiepingen tellend hotel waren een Koude Oorlogantwoord op het Stamford Hotel in Singapore. Noord-Korea zag het project als een manier om Westerse investeerders in de Noord-Koreaanse markt te krijgen. Er werd een firma, Ryugyong Hotel Investment and Management Co., opgericht om voor 230 miljoen dollar investeerders aan te trekken. Het gebouw stond al op Noord-Koreaanse postzegels voordat de bouw halverwege was.
De opening van de 3000 kamers en zeven restaurants was voorzien in juni 1989 voor het wereldfestival voor jeugd en studenten, maar problemen met bouwmethoden en -materialen zorgden voor vertraging. Volgens Japanse kranten bedroegen de bouwkosten 750 miljoen dollar, 2% van Noord-Korea's bruto nationaal product, en algemeen wordt aangenomen dat de bouw gestopt werd wegens financiële problemen, elektriciteitstekorten en opkomende hongersnood.
De ruwbouw is afgewerkt, maar werd nooit veilig verklaard. Er zijn daardoor (nog) geen ramen, deuren of inrichting aangebracht. Volgens Emporis is het beton van onvoldoende kwaliteit en daardoor gevaarlijk. De Noord-Koreaanse overheid zocht 300 miljoen dollar om de structuur van het gebouw te verbeteren. Ondertussen werd Ryugyong van postzegels en kaarten verwijderd en werd er een nieuwer 5-sterrenhotel gebouwd, volgens een klassieker ontwerp.
Midden juli 2008 werd na 16 jaar van stilstand verder gewerkt aan het hotel. De Egyptische aannemersgroep Orascom begon met het renoveren van de buitenkant van het gebouw, wat in 2011 voltooid werd. De binnenkant van het gebouw is nauwelijks afgewerkt. Het is nog altijd onduidelijk wanneer de binnenkant zal afgewerkt worden, laat staan wanneer de opening in zicht is.